# Artem Dovbyk
Artem Oleksandrovych Dovbyk (sinh ngày 21 tháng 6 năm 1997) là một cầu thủ bóng đá chuyên nghiệp người Ukraina hiện đang thi đấu ở vị trí tiền đạo cho câu lạc bộ Roma tại Serie A và Đội tuyển bóng đá quốc gia Ukraina.

## Sự nghiệp câu lạc bộ

### Midtjylland và cho mượn tại Sønderjyske
Năm 2018, Dovbyk gia nhập câu lạc bộ Đan Mạch FC Midtjylland theo dạng chuyển nhượng tự do. Anh đã trở thành nhà vô địch giải vô địch quốc gia với FC Midtjylland vào năm 2018 và là nhà vô địch Cúp bóng đá Đan Mạch vào năm 2019. Vào ngày 2 tháng 9 năm 2019, anh được cho Sønderjyske mượn trong mùa giải 2019–20. Với Sønderjyske, Dovbyk giành chức vô địch Cúp bóng đá Đan Mạch lần thứ hai trong sự nghiệp.

### Dnipro-1
Sau khi không có thời gian thi đấu thường xuyên và chuỗi dài không ghi bàn, Dovbyk đã trở lại Ukraina vào tháng 7 năm 2020 để ký hợp đồng với câu lạc bộ mới thành lập SK Dnipro-1 vừa được thăng hạng lên giải Ngoại hạng Ukraina vào mùa giải trước. Mặc dù anh không đạt được thành tích như mong đợi tại giải VĐQG, Dovbyk đã có một chuỗi ghi bàn đẹp mắt tại Cúp bóng đá Ukraina khi ghi 4 bàn sau ba trận. Anh trở thành một trong ba vua phá lưới giải đấu đó.

### Girona
Vào ngày 6 tháng 8 năm 2023, Dovbyk ký hợp đồng có thời hạn đến năm 2028 với câu lạc bộ Girona tại La Liga với mức phí được công bố là 7 triệu euro. Với vụ chuyển nhượng này, anh trở thành cầu thủ đắt giá nhất trong lịch sử câu lạc bộ. Vào ngày 12 tháng 8, anh ghi một bàn thắng trong trận ra mắt của mình cho câu lạc bộ, trận hòa 1–1 trên sân khách trước Real Sociedad. Vào ngày 21 tháng 1 năm 2024, anh ghi hat-trick đầu tiên trong vòng sáu phút trong chiến thắng 5–1 trước Sevilla. Vào ngày 4 tháng 5, anh ghi bàn thắng thứ 20 tại La Liga với một cú đánh đầu và lập một pha kiến tạo trong chiến thắng 4–2 trước Barcelona để giúp câu lạc bộ lần đầu tiên lọt vào vòng loại UEFA Champions League. Dovbyk ghi hat-trick thứ hai trong chiến thắng 7–0 trước đội xuống hạng Granada ở lượt trận cuối cùng vào ngày 25 tháng 5, khiến anh vượt qua Alexander Sørloth để giành danh hiệu Pichichi với 24 bàn thắng trong mùa giải duy nhất của mình với câu lạc bộ. Anh trở thành cầu thủ đầu tiên phá kỷ lục 15 năm khi trở thành vua phá lưới La Liga không phải là cầu thủ chơi cho Real Madrid hoặc FC Barcelona.

### Roma
Vào ngày 2 tháng 8 năm 2024, Dovbyk ký hợp đồng 5 năm với câu lạc bộ Roma tại Serie A với mức phí là 38 triệu euro.

## Sự nghiệp quốc tế
Dovbyk được triệu tập vào trại huấn luyện của đội tuyển U-19 quốc gia Ukraine nhưng không chơi trận nào.
Ở tuổi 19, Dovbyk lần đầu tiên được triệu tập vào đội tuyển quốc gia khi anh có tên trong đội hình cấp cao gồm 31 cầu thủ cho trận đấu vòng loại World Cup 2018 gặp Iceland vào ngày 5 tháng 9 năm 2016. Vào ngày 31 tháng 3 năm 2021, Dovbyk có trận ra mắt cho đội tuyển Ukraina trong trận vòng loại World Cup gặp Kazakhstan.
Dovbyk có mặt trong đội hình tham dự UEFA Euro 2020 vào ngày 29 tháng 6 năm 2021 khi vào sân thay cho Andriy Yarmolenko trong hiệp phụ của vòng 16 đội gặp Thụy Điển. Anh đã ghi bàn thắng quyết định trong thời gian bù giờ để giúp Ukraina đảm bảo chiến thắng 2–1 và giành quyền vào tứ kết.

## Thống kê sự nghiệp

### Câu lạc bộ
Tính đến 18 tháng 8 năm 2024
| Câu lạc bộ          | Mùa giải            | Giải vô địch                  | Giải vô địch | Giải vô địch | Cúp quốc gia | Cúp quốc gia | Châu lục | Châu lục | Tổng cộng | Tổng cộng |
| Câu lạc bộ          | Mùa giải            | Hạng đấu                      | Trận         | Bàn          | Trận         | Bàn          | Trận     | Bàn      | Trận      | Bàn       |
| ------------------- | ------------------- | ----------------------------- | ------------ | ------------ | ------------ | ------------ | -------- | -------- | --------- | --------- |
| Cherkaskyi Dnipro   | 2014–15             | Giải bóng đá hạng Hai Ukraina | 20           | 7            | 1            | 0            | —        | —        | 21        | 7         |
| Dnipro              | 2015–16             | Giải bóng đá hạng Hai Ukraina | 0            | 0            | 1            | 0            | 0        | 0        | 1         | 0         |
| Dnipro              | 2016–17             | Giải bóng đá hạng Hai Ukraina | 22           | 6            | 1            | 0            | —        | —        | 23        | 6         |
| Dnipro              | 2017–18             | Giải bóng đá hạng Hai Ukraina | 13           | 12           | 0            | 0            | —        | —        | 13        | 12        |
| Dnipro              | Tổng cộng           | Tổng cộng                     | 35           | 18           | 2            | 0            | 0        | 0        | 37        | 18        |
| Zaria Bălți (mượn)  | 2015–16             | Moldovan National Division    | 3            | 0            | 1            | 0            | —        | —        | 4         | 0         |
| Midtjylland         | 2017–18             | Danish Superliga              | 10           | 1            | 2            | 0            | 0        | 0        | 12        | 1         |
| Midtjylland         | 2018–19             | Danish Superliga              | 5            | 0            | 1            | 0            | 0        | 0        | 6         | 0         |
| Midtjylland         | 2019–20             | Danish Superliga              | 3            | 0            | 0            | 0            | 1        | 0        | 4         | 0         |
| Midtjylland         | Tổng cộng           | Tổng cộng                     | 18           | 1            | 3            | 0            | 1        | 0        | 22        | 1         |
| Sønderjyske (mượn)  | 2019–20             | Danish Superliga              | 18           | 2            | 3            | 0            | —        | —        | 21        | 2         |
| Dnipro-1            | 2020–21             | Ukrainian Premier League      | 24           | 6            | 3            | 4            | —        | —        | 27        | 10        |
| Dnipro-1            | 2021–22             | Ukrainian Premier League      | 17           | 14           | 1            | 0            | —        | —        | 18        | 14        |
| Dnipro-1            | 2022–23             | Ukrainian Premier League      | 30           | 24           | —            | —            | 9        | 5        | 39        | 29        |
| Dnipro-1            | Tổng cộng           | Tổng cộng                     | 71           | 44           | 4            | 4            | 9        | 5        | 84        | 53        |
| Girona              | 2023–24             | La Liga                       | 36           | 24           | 3            | 0            | —        | —        | 39        | 24        |
| Roma                | 2024–25             | Serie A                       | 1            | 0            | 0            | 0            | 0        | 0        | 1         | 0         |
| Tổng cộng sự nghiệp | Tổng cộng sự nghiệp | Tổng cộng sự nghiệp           | 202          | 96           | 17           | 4            | 10       | 5        | 230       | 105       |

1. ↑  Bao gồm Cúp bóng đá Ukraina, Cúp bóng đá Moldovia, Cúp bóng đá Đan Mạch, Copa del Rey và Coppa Italia
2. 1 2  Ra sân tại UEFA Europa League
3. ↑  Ra sân hai lần UEFA Europa League, ra sân bảy lần và ghi năm bàn thắng tại UEFA Europa Conference League

### Quốc tế
Tính đến 26 tháng 6 năm 2024
| Đội tuyển quốc gia | Năm       | Trận | Bàn |
| ------------------ | --------- | ---- | --- |
| Ukraina            | 2021      | 6    | 2   |
| Ukraina            | 2022      | 8    | 4   |
| Ukraina            | 2023      | 9    | 1   |
| Ukraina            | 2024      | 8    | 3   |
| Tổng cộng          | Tổng cộng | 31   | 10  |

Tỷ số và kết quả liệt kê bàn thắng của Ukraina được để trước, cột tỷ số cho biết tỷ số sau mỗi bàn thắng của Dovbyk.
| #  | Ngày                 | Địa điểm                                                | Trận | Đối thủ              | Bàn thắng | Kết quả      | Giải đấu                                 |
| -- | -------------------- | ------------------------------------------------------- | ---- | -------------------- | --------- | ------------ | ---------------------------------------- |
| 1  | 29 tháng 6 năm 2021  | Hampden Park, Glasgow, Scotland                         | 3    | Thụy Điển            | 2–1       | 2–1 (s.h.p.) | UEFA Euro 2020 (vòng đấu loại trực tiếp) |
| 2  | 16 tháng 11 năm 2021 | Sân vận động Bilino Polje, Zenica, Bosna và Hercegovina | 6    | Bosna và Hercegovina | 2–0       | 2–0          | Vòng loại FIFA World Cup 2022            |
| 3  | 1 tháng 6 năm 2022   | Hampden Park, Glasgow, Scotland                         | 7    | Scotland             | 3–1       | 3–1          | Vòng loại FIFA World Cup 2022            |
| 4  | 14 tháng 6 năm 2022  | Sân vận động Miejski ŁKS, Łódź, Ba Lan                  | 11   | Cộng hòa Ireland     | 1–1       | 1–1          | UEFA Nations League 2022–23 (hạng đấu B) |
| 5  | 24 tháng 9 năm 2022  | Sân vận động Cộng hòa Vazgen Sargsyan, Yerevan, Armenia | 13   | Armenia              | 3–0       | 5–0          | UEFA Nations League 2022–23 (hạng đấu B) |
| 6  | 24 tháng 9 năm 2022  | Sân vận động Cộng hòa Vazgen Sargsyan, Yerevan, Armenia | 13   | Armenia              | 5–0       | 5–0          | UEFA Nations League 2022–23 (hạng đấu B) |
| 7  | 17 tháng 10 năm 2023 | Sân vận động Quốc gia, Ta' Qali, Malta                  | 22   | Malta                | 2–1       | 3–1          | Vòng loại UEFA Euro 2024 (Bảng C)        |
| 8  | 21 tháng 3 năm 2024  | Sân vận động Bilino Polje, Zenica, Bosna và Hercegovina | 24   | Bosna và Hercegovina | 2–1       | 2–1          | Vòng loại UEFA Euro 2024 (Bảng C)        |
| 9  | 7 tháng 6 năm 2024   | Sân vận động Quốc gia, Warszawa, Ba Lan                 | 27   | Ba Lan               | 1–3       | 1–3          | Giao hữu                                 |
| 10 | 11 tháng 6 năm 2024  | Sân vận động Zimbru, Chișinău, Moldova                  | 28   | Moldova              | 3–0       | 4–0          | Giao hữu                                 |

## Danh hiệu

### Câu lạc bộ
Cherkaskyi Dnipro
- Giải bóng đá hạng Hai Ukraina: 2014–15

Zaria
- Cúp bóng đá Moldova: 2016

Midtjylland
- Danish Superliga: 2017–18
- Cúp bóng đá Đan Mạch: 2018–19

Sønderjyske
- Cúp bóng đá Đan Mạch: 2019–20

### Cá nhân
- Vua phá lưới Ukrainian Premier League: 2021–22, 2022–23
- Cúp Pichichi: 2023–24
- Vua phá lưới Cúp bóng đá Ukraina: 2020–21
- Cầu thủ trẻ xuất sắc nhất của Ukrainian Premier League: 2016–17
- Cầu thủ xuất sắc nhất tháng của Ukrainian Premier League: Tháng 8 năm 2021, tháng 11 năm 2021, tháng 10 năm 2022, tháng 11 đến tháng 12 năm 2023, tháng 4 năm 2023
- Cầu thủ xuất sắc nhất tháng của La Liga: Tháng 12 năm 2023[14]
- Đội hình tiêu biểu nhất La Liga: 2023–24[15]